# Maksim Bouznikine
Maksim Ievgueniévitch Bouznikine (en russe : Максим Евгеньевич Бузникин) est un footballeur international russe né le 1er mars 1977 à Krasnodar.

## Biographie

### Carrière en club
Natif de Krasnodar, Maksim Bouznikine effectue sa formation de footballeur au sein d'une école de sport de cette même ville avant d'intégrer l'équipe première du club local du Kouban Krasnodar en 1993. Il y fait ses débuts professionnels en deuxième division russe le 1er mai face au Fakel Voronej à l'âge de 16 ans et marque son premier but la même année contre l'Ouralan Elista le 5 octobre lors d'une défaite 4-2. Il passe par la suite deux années et demie au club, durant lesquelles il dispute 44 matchs pour six buts inscrits, il quitte ensuite Krasnodar et effectue un bref passage au niveau amateur avec l'Izoumroud Timachevsk pour la fin de saison 1995.

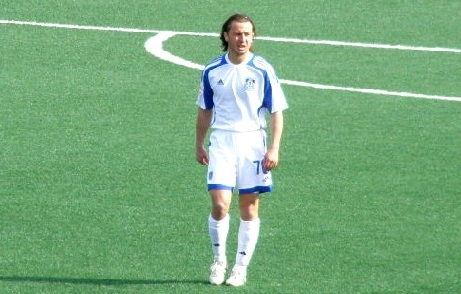
Maksim Bouznikine en 2008.

Transféré au Lada Togliatti en 1996, il y fait alors ses débuts en première division, jouant 22 rencontres pour deux buts en championnat cette année-là. Il rejoint dès l'année suivante le Spartak Moscou, avec qui il découvre les compétitions européennes en disputant la Coupe UEFA à l'été 1997. Il inscrit par ailleurs huit buts en championnat la même année, incluant un triplé face au Rotor Volgograd le 9 juillet 1997 à l'occasion d'une victoire 3-2, tandis que le Spartak termine champion national,. Moins utilisé les années qui suivent, il cumule en tout 71 matchs joués pour 20 buts marqués avec le club, tandis que son passage est entrecoupé par deux prêts au Saturn Ramenskoïe pour les fins de saisons 1999 et 2000.
Bouznikine rejoint en début d'année 2001 le Lokomotiv Moscou, où il devient un régulier dans la rotation de l'équipe. Il y dispute notamment la finale de la Coupe de Russie remportée contre l'Anji Makhatchkala au mois de mai 2001 avant de gagner le championnat dès l'année suivante, disputant à cette occasion 23 rencontres pour deux buts marqués. Il reste par la suite jusqu'à l'été 2005, disputant en tout 97 matchs pour 17 buts avec le club, son passage étant entrecoupé d'un prêt d'une demi-saison au Rotor Volgograd en 2004.
Quittant par la suite Moscou, il termine l'année 2005 au FK Rostov où il contribue rapidement en inscrivant sept buts en treize matchs lors de la deuxième partie de saison, aidant ainsi le club à se maintenir. Il reste deux autres années au club avant de rejoindre le Chinnik Iaroslavl en 2008, où il joue sa dernière saison dans l'élite avant de descendre dans les échelons inférieurs à partir de 2009 et d'effectuer de brefs passages au Baltika Kaliningrad, au Saturn Ramenskoïe et au FK Nijni Novgorod avant d'achever sa carrière avec le Lokomotiv-2 Moscou en fin d'année 2012, à l'âge de 35 ans.
Après sa fin de carrière, Il devient recruteur au FK Krasnodar entre mai 2013 et mars 2014 avant de devenir après cette date directeur du recrutement pour le club.

### Carrière internationale
Régulièrement sélectionné avec les espoirs russes, pour qui il joue 22 matchs et marque dix buts entre 1997 et 2000, Maksim Bouznikine est appelé pour la première avec la sélection A par Oleg Romantsev en mai 2000, faisant ses débuts avec l'équipe nationale le 31 mai 2000 à l'occasion d'un match amical contre la Slovaquie. Il inscrit son premier but international quelques jours plus tard contre la Moldavie.
Il joue son premier match de compétition le 11 octobre 2000 contre le Luxembourg dans le cadre des éliminatoires pour la Coupe du monde 2002, étant buteur à l'occasion de la victoire des siens 3-0. Il prend part en tout à quatre rencontres de la phase qualificative tandis que la Russie termine première du groupe 1 et se qualifie pour la phase finale. Il n'y prend cependant pas part, connaissant sa dernière sélection contre la Yougoslavie le 2 juin 2001, terminant sur un bilan de huit matchs joués pour cinq buts marqués.

## Statistiques
| Saison                | Club                     | Championnat           | Championnat | Championnat | Coupe(s) nationale(s) | Coupe(s) nationale(s) | Compétition(s) continentale(s) | Compétition(s) continentale(s) | Compétition(s) continentale(s) | Total | Total |
| Saison                | Club                     | Division              | M.          | B.          | M.                    | B.                    | Comp.                          | M.                             | B.                             | M.    | B.    |
| 1993                  | Kouban Krasnodar         | D2                    | 14          | 1           | -                     | -                     | -                              | -                              | -                              | 14    | 1     |
| 1994                  | Kouban Krasnodar         | D3                    | 21          | 2           | 2                     | 1                     | -                              | -                              | -                              | 23    | 3     |
| 1995                  | Kouban Krasnodar         | D3                    | 6           | 2           | 1                     | 0                     | -                              | -                              | -                              | 7     | 2     |
| Sous-total            | Sous-total               | Sous-total            | 41          | 5           | 3                     | 1                     | -                              | -                              | -                              | 44    | 6     |
| 1995                  | Izoumroud Timachevsk     | D5                    | 2           | 1           | -                     | -                     | -                              | -                              | -                              | 2     | 1     |
| 1996                  | Lada Togliatti           | D1                    | 22          | 2           | 2                     | 1                     | -                              | -                              | -                              | 24    | 3     |
| Sous-total            | Sous-total               | Sous-total            | 24          | 3           | 2                     | 1                     | -                              | -                              | -                              | 26    | 4     |
| 1997                  | Spartak Moscou           | D1                    | 20          | 8           | -                     | -                     | C3                             | 4                              | 1                              | 24    | 9     |
| 1998                  | Spartak Moscou           | D1                    | 14          | 3           | 3                     | 0                     | C3+C1                          | 3+3                            | 0                              | 23    | 3     |
| 1999                  | Spartak Moscou           | D1                    | 6           | 1           | -                     | -                     | -                              | -                              | -                              | 6     | 1     |
| 2000                  | Spartak Moscou           | D1                    | 15          | 6           | 3                     | 1                     | -                              | -                              | -                              | 18    | 7     |
| Sous-total            | Sous-total               | Sous-total            | 55          | 18          | 6                     | 1                     | -                              | 10                             | 1                              | 71    | 20    |
| 1999                  | Saturn Ramenskoïe (prêt) | D1                    | 13          | 3           | -                     | -                     | -                              | -                              | -                              | 13    | 3     |
| 2000                  | Saturn Ramenskoïe (prêt) | D1                    | 12          | 2           | 1                     | 0                     | -                              | -                              | -                              | 13    | 2     |
| Sous-total            | Sous-total               | Sous-total            | 25          | 5           | 1                     | 0                     | -                              | -                              | -                              | 26    | 5     |
| 2001                  | Lokomotiv Moscou         | D1                    | 25          | 5           | 4                     | 0                     | C1+C3                          | 6+1                            | 3+0                            | 36    | 8     |
| 2002                  | Lokomotiv Moscou         | D1                    | 23          | 2           | 1                     | 0                     | C1                             | 8                              | 0                              | 32    | 2     |
| 2003                  | Lokomotiv Moscou         | D1                    | 16          | 5           | 2                     | 1                     | C1+C1                          | 1+6                            | 0+1                            | 25    | 7     |
| 2004                  | Lokomotiv Moscou         | D1                    | 1           | 0           | -                     | -                     | -                              | -                              | -                              | 1     | 0     |
| 2005                  | Lokomotiv Moscou         | D1                    | 2           | 0           | 1                     | 0                     | -                              | -                              | -                              | 3     | 0     |
| Sous-total            | Sous-total               | Sous-total            | 67          | 12          | 8                     | 1                     | -                              | 22                             | 4                              | 97    | 17    |
| 2004                  | Rotor Volgograd (prêt)   | D1                    | 12          | 0           | -                     | -                     | -                              | -                              | -                              | 12    | 0     |
| Sous-total            | Sous-total               | Sous-total            | 12          | 0           | -                     | -                     | -                              | -                              | -                              | 12    | 0     |
| 2005                  | FK Rostov                | D1                    | 13          | 8           | -                     | -                     | -                              | -                              | -                              | 13    | 8     |
| 2006                  | FK Rostov                | D1                    | 18          | 3           | -                     | -                     | -                              | -                              | -                              | 18    | 3     |
| 2007                  | FK Rostov                | D1                    | 21          | 1           | 3                     | 1                     | -                              | -                              | -                              | 24    | 2     |
| Sous-total            | Sous-total               | Sous-total            | 52          | 12          | 3                     | 1                     | -                              | -                              | -                              | 55    | 13    |
| 2008                  | Chinnik Iaroslavl        | D1                    | 28          | 4           | 1                     | 0                     | -                              | -                              | -                              | 29    | 4     |
| 2009                  | Chinnik Iaroslavl        | D2                    | 30          | 3           | -                     | -                     | -                              | -                              | -                              | 30    | 3     |
| 2010                  | Baltika Kaliningrad      | D2                    | 18          | 1           | -                     | -                     | -                              | -                              | -                              | 18    | 1     |
| 2011-2012             | Saturn Ramenskoïe        | D3                    | 19          | 3           | -                     | -                     | -                              | -                              | -                              | 19    | 3     |
| 2011-2012             | FK Nijni Novgorod        | D2                    | 10          | 0           | -                     | -                     | -                              | -                              | -                              | 10    | 0     |
| 2011-2012             | Lokomotiv-2 Moscou       | D3                    | 8           | 1           | -                     | -                     | -                              | -                              | -                              | 8     | 1     |
| 2012-2013             | Lokomotiv-2 Moscou       | D3                    | 13          | 0           | 3                     | 0                     | -                              | -                              | -                              | 16    | 0     |
| Sous-total            | Sous-total               | Sous-total            | 126         | 12          | 4                     | 0                     | -                              | -                              | -                              | 130   | 12    |
| Total sur la carrière | Total sur la carrière    | Total sur la carrière | 402         | 67          | 27                    | 5                     | -                              | 32                             | 5                              | 461   | 77    |

## Palmarès
Spartak Moscou
- Champion de Russie en 1997, 1998, 1999 et 2000.
- Vainqueur de la Coupe de Russie en 1998.

 Lokomotiv Moscou
- Champion de Russie en 2002 et 2004.
- Vainqueur de la Coupe de Russie en 2001.
- Vainqueur de la Supercoupe de Russie en 2003.